# Richard E. Petty
Richard Edward Petty (* 1951 in New York City) ist ein US-amerikanischer Sozialpsychologe und Professor an der Ohio State University. Er hat mit John T. Cacioppo das Elaboration Likelihood Model der Einstellungsänderung ausgearbeitet.

## Leben
Richard Petty wurde als ältestes von drei Geschwistern einer Militärfamilie in New York City geboren. Als Militärkind lebte er in den ersten 26 Jahren seines Lebens nie länger als 4 Jahre in derselben Stadt. Er schloss 1973 sein Studium an der University of Virginia mit einem B.A. in Politikwissenschaft und Psychologie ab und erwarb hier 1975 einen M.A. Er  promovierte 1977 zum PhD in Sozialpsychologie an der Ohio State University. Im selben Jahr begann er seine akademische Laufbahn als Assistenzprofessor für Psychologie an der University of Missouri. Im Jahr 1981 wurde er zum außerordentlichen Professor befördert und 1985 zum Frederick A. Middlebush Professor für Psychologie an der Missouri University ernannt. 1987 kehrte er als Professor für Psychologie und Direktor des Doktorandenprogramms für Sozialpsychologie an die Ohio State zurück. 1995 war er Gastprofessor für Psychologie an der Princeton University. Von 1998 bis 2002 und erneut von 2008 bis 2015 war er Vorsitzender des Fachbereichs Psychologie.

## Werk
Er untersuchte die situativen und individuellen Faktoren, die für Veränderungen von Überzeugungen, Einstellungen und Verhaltensweisen verantwortlich sind. Das dabei entwickelte Elaboration Likelihood Model of Persuasion wurde auf das Verständnis von Vorurteilen, Verbraucherentscheidungen, politischen und rechtlichen Entscheidungen sowie auf das Gesundheitsverhalten angewandt. Herausgearbeitet wurde von ihm die Rolle von metakognitiven sowie impliziten Faktoren bei der Entwicklung von Überzeugungen und dem Widerstand gegen Veränderungen; untersucht wurden auch die Auswirkung von rassischen und ethnischen Vorurteilen und spezifischen Emotionen auf das soziale Urteilsvermögen und Verhalten oder die Frage, wie Menschen ihre Bewertungen verschiedener Faktoren korrigieren, von denen sie glauben, dass sie ihr Urteilsvermögen beeinflusst haben (z. B. Stereotypen, die sie haben, oder Emotionen, die sie erleben). Diese Theorie hilft, die Rolle metakognitiver Faktoren, wie Gewissheit, sowie impliziter, automatischer oder unbewusster Faktoren bei der Förderung von Einstellungs- und Verhaltensextremismus und Widerstand gegen Veränderungen zu verstehen. In neueren Untersuchungen zu den Faktoren, die den Glauben an Verschwörungstheorien begünstigen, hat er belegt, dass das Gefühl der Bedrohung durch eine bestimmte Haltung dazu führt, dass eine Person noch extremere Positionen einnimmt, um ihre Überzeugung zu bekräftigen.
Er wirkte mit in Ausschüssen der National Academy of Sciences für die Umsetzung von Ernährungsrichtlinien zur Verbesserung der Gesundheit der Amerikaner und für die Sozialpsychologie des Alterns, des National Institute on Drug Abuse für das Thema „Überzeugende Kommunikation zur Verhinderung von Drogenmissbrauch“ und für die National Science Foundation für die menschlichen Dimensionen des globalen Wandels.

## Ehrungen
- 1984: Fellow der American Psychological Association
- 1990: Fellow der American Association for the Advancement of Science
- 1998: Distinguished University Professor der Ohio State University
- 1988: Fellow der Association for Psychological Science
- 1999: Distinguished Scientist-Lecturer der American Psychological Association
- 2000: Preis für herausragende wissenschaftliche Beiträge zur Verbraucherpsychologie von der Society for Consumer Psychology
- 2001: Donald T. Campbell Award für herausragende wissenschaftliche Beiträge zur der Society for Personality and Social Psychology
- 2009: Scientific Impact Award der Society of Experimental Social Psychology
- 2010: Fellow der American Academy of Arts and Sciences[1]
- 2011: Distinguished Service Contribution Award der Society for Personality and Social Psychology
- 2015: Distinguished Scientist Award der Society of Experimental Social Psychology
- 2018: Thomas M. Ostrom Award für seine Beiträge zur sozialen Kognition von der Person Memory Interest Group
- 2024: Award for Distinguished Scientific Contributions to psychology der American Psychological Association[3]
- 2025: Frontiers of Knowledge Award in Social Science der BBVA Foundation[4]
- 2025: Fellow der National Academy of Sciences

## Privates
Seine Ehefrau Lynn lernte er an der University of Virginia kennen. Das Ehepaar bekam die Zwillingstöchter Annette und Dianna.

## Publikationen (Auswahl)
Monografien
- Mit John T. Cacioppo: Attitudes and persuasion: Classic and contemporary approaches.  Westview Press, Boulder, CO. 1996.
- Mit John T. Cacioppo: Communication and persuasion: central and peripheral routes to attitude change. Springer, Berlin 1986, ISBN 978-3-540-96344-8.

Herausgeberwerke
- Mit R. H. Fazio; P. Briñol: Attitudes: Insights from the new implicit measures. Psychology Press, New York 2009.
- Mit J. A. Krosnick: Attitude strength: Antecedents and consequences.  Erlbaum Associates. Mahwah, NJ. 1995.
- Mit A. Luttrell; J. D. Teeny: The handbook of personalized persuasion: Theory and application. Routledge, New York, NY. 2025.

Zeitschriftenartikel
- Mit Mengran Xu; Rebecca Walker Reczek: Need to evaluate as a predictor of creating and seeking online word of mouth. In: Marketing letters, 2023, 1-16.
- Mit Lorena Moreno; Pablo Briñol: Metacognitive Confidence Can Increase but Also Decrease Performance in Academic Settings. In: Metacognition and learning, 2021, S. 1–27.
- Mit Joshua J. Guyer, Pablo Briñol, Thomas I. Vaughan-Johnston, Leandre R. Fabrigar, Lorena Moreno: Paralinguistic Features Communicated through Voice can Affect Appraisals of Confidence and Evaluative Judgments. In: Journal of nonverbal behavior, 2021, S. 1–26.
- Mit Ana Cancela; Pablo Briñol: Hedonic vs. epistemic goals in processing persuasive communications: Revisiting the role of personal involvement. In: Motivation and emotion, 2021, S. 1–19.
- Mit Joshua J. Guyer; Pablo Briñol; Javier Horcajo: Nonverbal Behavior of Persuasive Sources: A Multiple Process. In: Journal of nonverbal behavior, 2019, S. 1–29.